# Kiparstvo v kamnu
Kiparstvo v kamnu je dejavnost, kjer so kosi grobega naravnega kamna oblikovani z nadzorovanim odstranjevanjem materiala. Zaradi trajnosti gradiva so ohranjena kamnita dela, ki so nastala od prazgodovine dalje.
Dela, ki so nastala v paleolitski družbi za ustvarjanje kamnitega orodja, pogosto imenujejo knapping. Proces odstranjevanja kamna z zemlje se imenuje rudarjenje ali kamnolom.
Kiparstvo v kamnu je eden od procesov, ki jih umetnik lahko uporabi pri ustvarjanju kipov. Izraz se nanaša tudi na delovanje kamnosekov pri spreminjanju kamnitih blokov za uporabo v arhitekturi, zgradbah ali gradbeništvu. To je tudi izraz, ki so ga uporabili arheologi, zgodovinarji in antropologi, da bi opisali dejavnost, ki je vključevala izdelavo nekaterih vrst petroglifov.

## Zgodovina
Najzgodnejša znana dela tovrstne umetnosti so kamnite rezbarije. Pogoste so risbe vklesane v kamen ali petroglifi, ohranjeni tam, kjer se naslikana dela ne bi ohranila. Prazgodovinske figurice Venere, kot je Willendorfska Venera, so lahko stari več desettisoč let in so izrezljane v kamnu, kot sta tuf in apnenec.
Ti najzgodnejši primeri kiparstva v kamnu so posledica udarjanja ali praskanja mehkejšega kamna s tršim, ali v bolj prožnih materialih, kot je rogovje, z relativno mehkim kamenjem. Druga zgodnja tehnika je bila uporaba brusa s katerim so iz kamna odstranili neželeno območje. Pred odkritjem jekla v kateri koli kulturi je bilo vse kamnoseško delo izvedeno z uporabo tehnike abrazije, grobega odstranjevanja kamnitega bloka s kladivi. Razlog za to je, da bron, najtrši kovinski material do jekla, ni bil dovolj trd, da bi lahko obdelal kamen. Starodavni Grki so uporabili duktilnost brona, da bi ujeli majhne granule karborunda, ki se naravno pojavljajo na otoku Milos in tako naredili zelo učinkovito pilo za brušenje kamna.
Razvoj železa je omogočil orodja za obdelavo kamna, kot so dleta, svedri in žage, izdelane iz jekla, ki so jih lahko utrdili in kalili, in so bila dovolj trda, da so lahko rezali kamen brez deformiranja, in ne tako krhka, da bi se zlomila. Orodja so se od takrat le malo spremenila.
Sodobne, industrijske in tehnike za velike količine se še vedno močno zanašajo na abrazijo za rezanje in odstranjevanje kamna, čeprav z bistveno večjo hitrostjo v postopkih, kot so vodna erozija in diamantno rezilo.
Ena moderna tehnika obdelave kamna uporablja nov postopek: tehnika nenadne visoke temperature na površino. Razširitev zgornje površine zaradi nenadnega povečanja temperature povzroči, da se ta razbije. V majhnem merilu se uporabljajo oksi-acetilenski gorilniki. V industrijskem obsegu se uporabljajo laserji. Monumentalno kiparstvo, kot je Crazy Horse Memorial, izrezan iz Harney Peak granita v Mount Rushmore, je narejeno z uporabo jet toplotne bakle.

## Kamnita skulptura
Kiparstvo v kamnu je dejavnost, starejša od same civilizacije. Prazgodovinske skulpture so bile po navadi človeške oblike, kot so Willendorfska Venera in kipi brez obraza kikladske civilizacije v antični Grčiji. Kasneje so v kamen oblikovali živalske, živalsko-človeške in abstraktne oblike. Prve kulture so uporabljale abrazivne tehnike, sodobna tehnologija pa uporablja pnevmatska kladiva in druge naprave. Večino človeške zgodovine so kiparji uporabljali kladivo in dleto kot osnovna orodja za oblikovanje kamna.
Postopek se začne z izbiro kamna. Nekateri umetniki sam kamen uporabljajo kot navdih; renesančni umetnik Michelangelo je trdil, da je njegova naloga osvoboditi človeško obliko, ujeto v bloku. Drugi umetniki začnejo z obliko že v mislih in najdejo kamen, ki dopolnjuje njihovo vizijo. Kipar lahko začne z oblikovanjem vzorca v glini ali vosku, skicira oblike kipa na papirju ali nariše splošen obris kipa na samem kamnu.
Ko je pripravljen za obdelavo, umetnik običajno začne z izrezovanjem velikih delov neželenega kamna. To je faza "grobega klesanja" kiparskega procesa. Za to nalogo lahko izbere jekleno konico ali točkovno dleto, ki je dolg, zajeten kos jekla s konico na enem koncu in široko udarno površino na drugi strani. Ti dve dleti se uporabljata v kombinaciji s kamnoseškim kladivom.
Ko je določena splošna oblika kipa, kipar uporablja še druga orodja za izboljšanje kipa. Zobato dleto ali gradina ima več žlebljenih površin, s katerimi ustvarjajo vzporedne črte v kamnu. Ta orodja se običajno uporabljajo za dodajanje teksture. Umetnik lahko označuje posebne linije s pomočjo čeljusti za merjenje kamnitega območja, ki ga je treba obravnavati in označevanje območja odstranitve s svinčnikom, ogljem ali kredo. Kipar v tem procesu navadno uporablja nežne udarce, običajno v kombinaciji z lesenim kladivom.
Sčasoma kipar spremeni kamen iz grobega bloka v splošno obliko končnega kipa. Nato  uporablja orodja, imenovana rašpla in pila, s katerima izboljša obliko v končno podobo. Rašpla je ravno, jekleno orodje z grobo površino. Kipar uporablja široke, radikalne gibe, da odstrani presežek kamenja kot so majhni okruški ali prah. Pila je manjša različica rašple, ki jo uporabi za izdelavo podrobnosti, kot so gube oblačil ali kodri las.
Končna stopnja postopka je poliranje. Stroj za peskanje se lahko uporabi kot prvi korak v postopku poliranja ali peskanja. V procesu zaključevanja se uporablja tudi brusni kamen, ki je težji in bolj robusten kot kiparski medij. Ta abrazija ali obraba, prinaša barvo kamna, razkriva vzorce na površini in doda sijaj. Kositer in železovi oksidi se pogosto uporabljajo za kamen, ki daje izjemno reflektivno zunanjost.
Skulpture je mogoče izrezati z direktno ali indirektno metodo rezbarenja. Posredni metoda je način dela z uporabo natančnega modela iz gline, voska ali gipsa, ki se nato kopira z uporabo kompasa ali proporcionalnih delilnikov  ali točkovne naprave. Neposredna metoda je način dela na bolj intuitiven način, ne da bi vnajprej izdelali model. Včasih je narejena skica na papirju ali grobo iz gline.

## Galerija
- Neposredna metoda kiparstva: »Neznani pravični med narodi«, rdeča granitna skulptura Sheloma Selingerja (1928), 1987, Jad Vašem, Jeruzalem, Izrael
- Razdelitev bloka marmorja v kamnolomu z metodo ‘’pero in utor’’
- Kamnolom carrarskega marmorja
- Dleto, ki se uporablja v predhodnih grobih kamnitih blokih.
- Vklesani cvetovi v kamnu, antično delo, Arheološki muzej v Džafna, Šrilanka
- Antični kip iz Chichen Itze, Mehika.